# The Motto (Tiësto e Ava Max)
The Motto è un singolo del DJ olandese Tiësto e della cantante statunitense Ava Max, pubblicato il 4 novembre 2021 come terzo estratto dall'ottavo album in studio di Tiësto Drive.

## Video musicale
Il video musicale, diretto da Christian Breslauer, è ambientato in un party in stile anni venti ed è stato reso disponibile sul canale YouTube di Tiësto in contemporanea con l'uscita del singolo.

## Tracce
Testi e musiche di Amanda Ava Koci, Claudia Valentina, Pablo Bowman, Peter Rycroft, Sarah Blanchard e Tijs Verwest.
Download digitale, streaming
1. The Motto – 2:44

Download digitale, streaming – Tiësto's New Year's Eve VIP Mix
1. The Motto (Tiësto's New Year's Eve VIP Mix) – 3:26

Download digitale, streaming – Robin Schulz Remix
1. The Motto (Robin Schulz Remix) – 2:37

## Formazione
Hanno partecipato alle registrazioni, secondo le note di copertina di Drive:
- Ava Max – voce
- Tiësto – produzione
- Lostboy – produzione
- Tom Norris – missaggio
- Gina Tucci – direzione A&R

## Classifiche

### Classifiche settimanali
| Classifica (2021-23) | Posizione massima |
| -------------------- | ----------------- |
| Australia            | 22                |
| Austria              | 10                |
| Belgio (Fiandre)     | 3                 |
| Belgio (Vallonia)    | 5                 |
| Bielorussia          | 80                |
| Bulgaria             | 3                 |
| Canada               | 6                 |
| Croazia              | 8                 |
| Danimarca            | 22                |
| Estonia              | 115               |
| Finlandia            | 11                |
| Francia              | 60                |
| Germania             | 10                |
| Grecia               | 5                 |
| Irlanda              | 6                 |
| Islanda              | 12                |
| Italia               | 76                |
| Kazakistan           | 62                |
| Libano               | 4                 |
| Lituania             | 6                 |
| Lussemburgo          | 10                |
| Moldavia             | 7                 |
| Norvegia             | 11                |
| Paesi Bassi          | 5                 |
| Polonia              | 1                 |
| Portogallo           | 42                |
| Regno Unito          | 12                |
| Repubblica Ceca      | 10                |
| Romania              | 7                 |
| Russia               | 5                 |
| Slovacchia           | 3                 |
| Stati Uniti          | 42                |
| Sudafrica            | 23                |
| Svezia               | 21                |
| Svizzera             | 5                 |
| Ucraina              | 2                 |
| Ungheria             | 6                 |

### Classifiche di fine anno
| Classifica (2022) | Posizione |
| ----------------- | --------- |
| Australia         | 53        |
| Austria           | 14        |
| Belgio (Fiandre)  | 9         |
| Belgio (Vallonia) | 17        |
| Canada            | 16        |
| Danimarca         | 42        |
| Francia           | 142       |
| Germania          | 17        |
| Islanda           | 49        |
| Lituania          | 13        |
| Norvegia          | 35        |
| Paesi Bassi       | 16        |
| Regno Unito       | 57        |
| Russia            | 16        |
| Svezia            | 78        |
| Svizzera          | 12        |
| Ucraina           | 18        |
| Ungheria          | 19        |
| Classifica (2023) | Posizione |
| Bielorussia       | 138       |
| Kazakistan        | 141       |
| Ucraina           | 51        |

### Classifiche di fine decennio
| Classifica (2020-29) | Posizione |
| -------------------- | --------- |
| Bielorussia          | 37        |
| Kazakistan           | 147       |
| Moldavia             | 96        |
| Russia               | 149       |
| Ucraina              | 120       |